# Einmalhandschuh
Einmalhandschuhe umhüllen die Hände, um sie kurzzeitig vor äußeren Einflüssen oder empfindliche Lebewesen bzw. Materialien vor den auf der Haut befindlichen Mikroorganismen oder -partikeln zu schützen. Sie werden direkt nach der Verwendung entsorgt.
Personen im Gesundheitswesen, in der Lebensmittelherstellung, -verarbeitung und im Verkauf von unverpackten Frischwaren, in der Gastronomie bzw. in der Gemeinschaftsverpflegung verwenden Einmalhandschuhe, um sich selbst und andere vor Infektionen zu schützen. Als Schutzhandschuhe kommen sie im Labor, bei Reinigungsarbeiten, im Friseurhandwerk beim Haarefärben, zur Halbleiterfertigung in Reinräumen und bei weiteren Tätigkeiten zur Anwendung. Die gängigsten Materialien, aus denen Einmalhandschuhe hergestellt werden, sind Natur-Latex, Nitrilkautschuk, Vinyl und Polyethylen (PE-Folie).

## Formen und Größen
Einweghandschuhe gibt es in verschiedenen Größen, z. B. XS-XL; man unterscheidet zwischen Handschuhen, die gleichermaßen auf der linken als auch auf der rechten Hand getragen werden können (medizinische Untersuchungshandschuhe sowie Chemikalienschutzhandschuhe), sowie Handschuhen mit passgenaueren, anatomisch geformten Größen, bei denen jeweils ein linker mit einem rechten im Paar verpackt ist. Operationshandschuhe sind üblicherweise anatomisch geformt.

## Qualitäten

### Sterilität und Pathogenfreiheit
Bei medizinischen Einmalhandschuhen wird zwischen sterilen und pathogenfreien („keimarmen“ oder „unsterilen“) Produkten unterschieden.
„Keimarm“ im Zusammenhang mit der Handschuhqualität sagt nichts über die mikrobielle Unbedenklichkeit aus, da es „für den direkt aus der Originalverpackung entnommenen Einmalhandschuh keine Anforderung bezüglich des Freiseins von potentiell pathogenen Mikroorganismen oder bezüglich einer höchstzulässigen mikrobiellen Gesamtbelastung gibt.“  Bei einer stichprobenartigen Überprüfung nicht-steriler medizinischer Einmalhandschuhe aus der Originalverpackung vor der Auslieferung an den Verbraucher wurde eine Gesamtkoloniezahl aerober Bakterien < 100 KbE/100 ml Sammelflüssigkeit festgestellt, „die damit deutlich unter dem zulässigen Grenzwert für Trinkwasser lag“.
Sterile Handschuhe sind bei verschiedenen invasiven Eingriffen vorgeschrieben, wie z. B. für das Punktieren eines Portkatheters, bei Operationen oder zum Legen eines Blasenkatheters.
Pathogenfreie medizinische Handschuhe werden größtenteils in Paketen mit 100 Stück vertrieben, sterile Handschuhe sind im Paar verpackt. Für beide Arten gilt, dass sich der Verwender vor dem Anziehen der Handschuhe die Hände desinfiziert.

## Materialeigenschaften

### Verschiedene Materialien

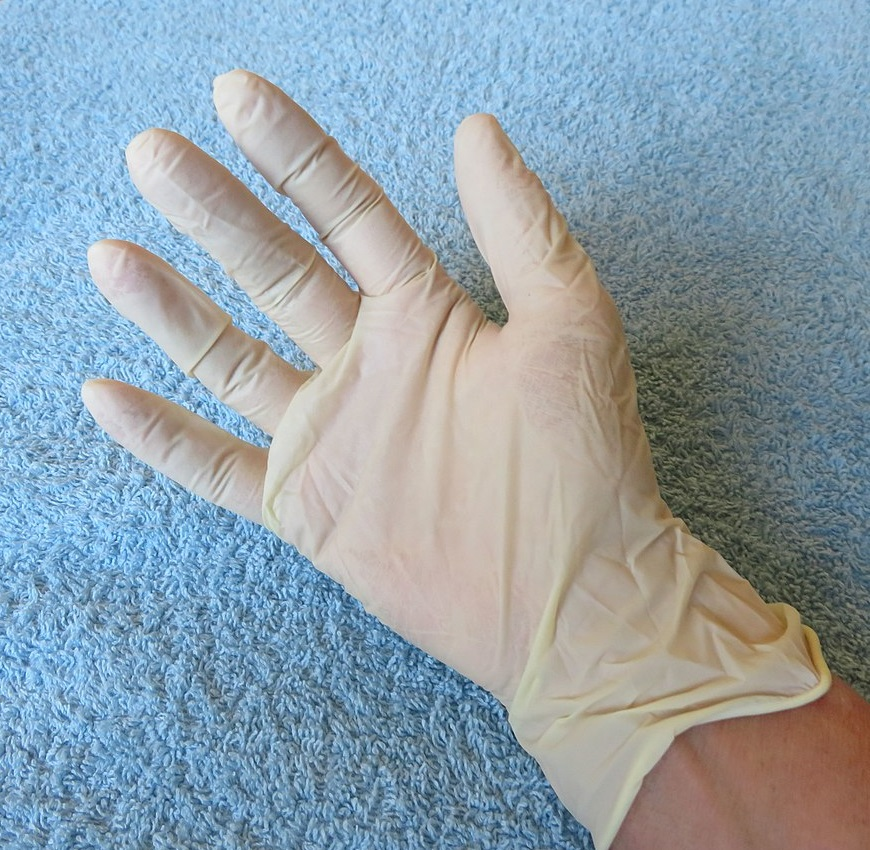
Latexhandschuh aus dem Supermarkt
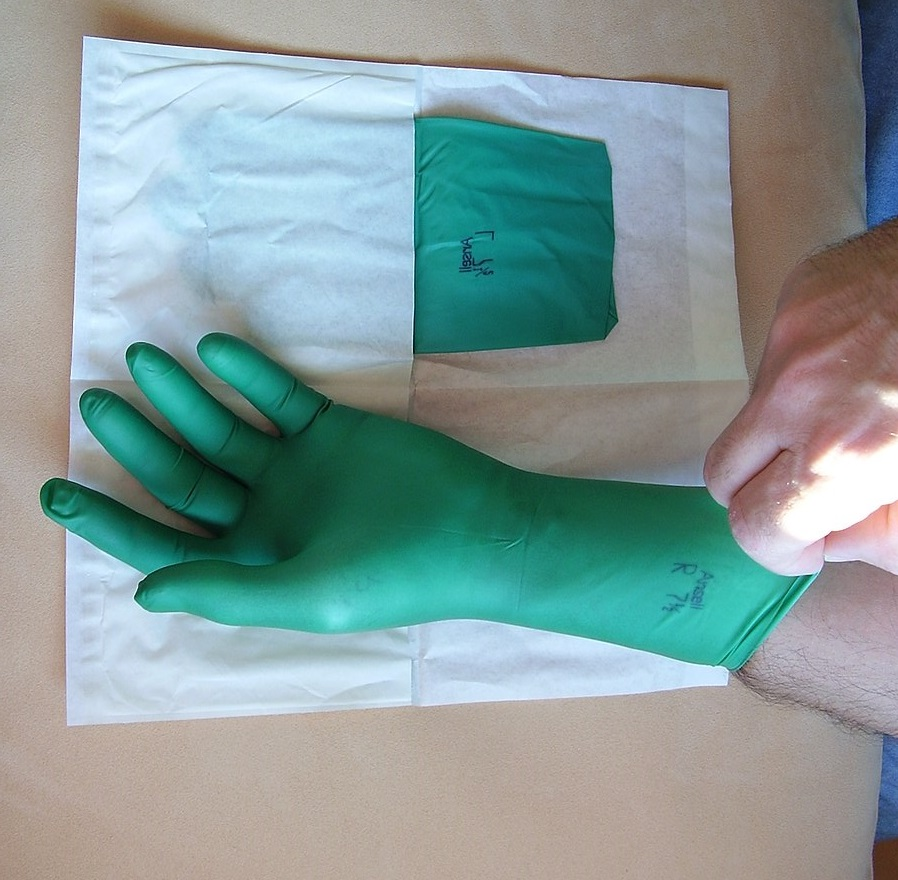
Sterile Latexhandschuhe (paarweise verpackt)
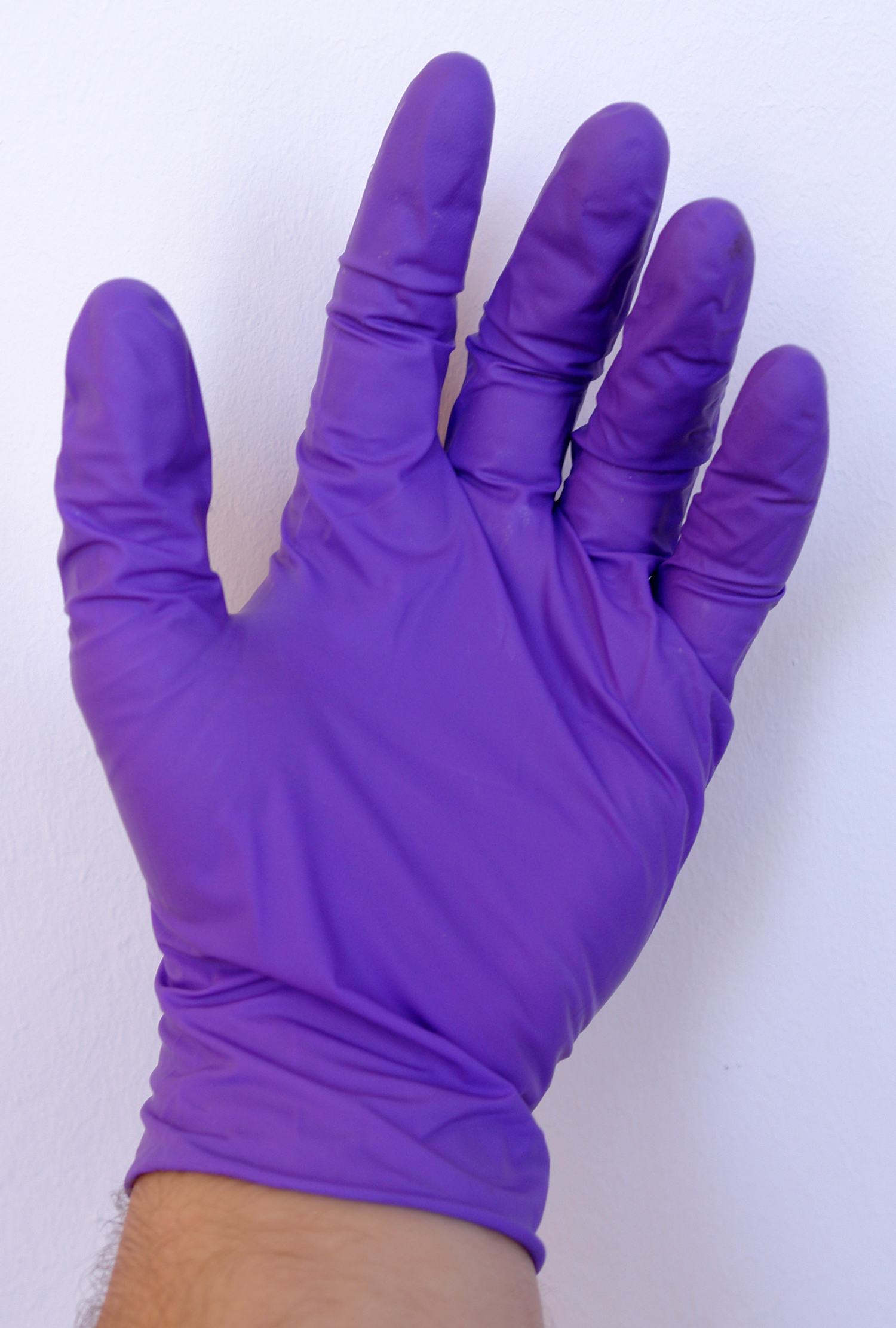
Nitrilhandschuh
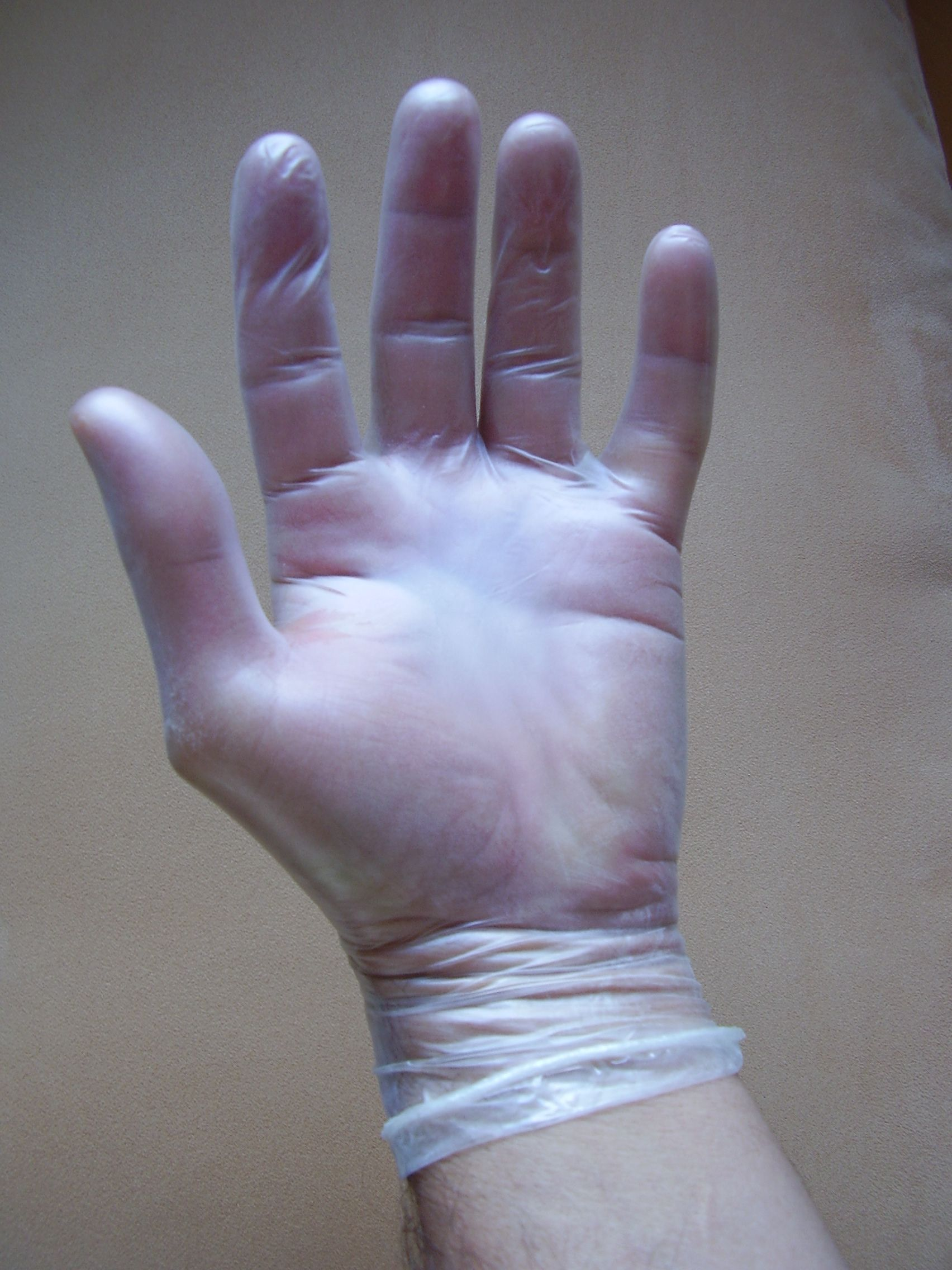
Vinylhandschuh
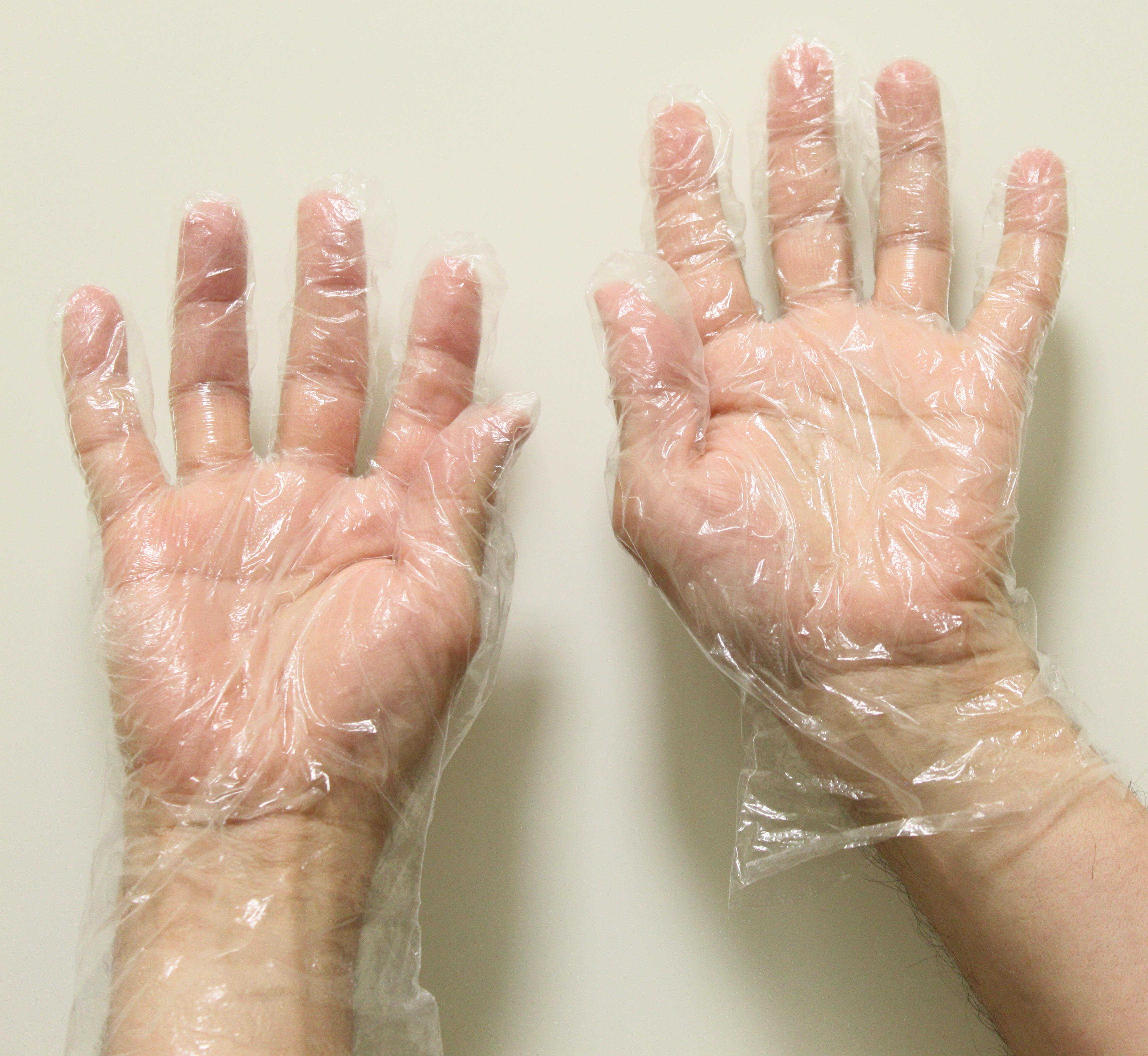
Polyethylen-Handschuhe (PE)

### Latex- und Nitrilhandschuhe
Während Latex-Handschuhe gute Beständigkeit gegen viele Säuren und Laugen aufweisen, sind sie durchlässig für Öle und viele Lösungsmittel. Nitril-Handschuhe sind gegen viele Chemikalien beständiger, besonders gegen Öle, aber ebenso durchlässig für viele Lösungsmittel wie z. B. Aceton oder Dichlormethan. Die Durchdringzeit hängt auch von der sogenannten Wandstärke ab, die bei Einmalhandschuhen in der Regel nicht sehr groß ist.
Ein weiteres Kriterium für die Wahl des Materials kann eine Latexallergie des Nutzers sein, die durch Proteingehalte über 30 μg/g im Naturlatex durch Einmalhandschuhe ausgelöst werden kann.
Die Nutzung von Latex-Handschuhen sollte bei Personen mit Latex-Allergie vermieden werden. Die Nutzung solcher Handschuhe mit Produktkontakt in der Lebensmittelindustrie kann problematisch sein, weil beim Lebensmittelverbraucher eine Latexallergie induziert werden kann.

### Polyethylen-Handschuhe
PE-Handschuhe bestehen aus einem Material, aus dem sich glasklare Folien herstellen lassen, so dass die Hand im Inneren deutlich sichtbar ist. Aufgrund fehlenden Elastizität muss der Einstieg weit sein und kann selbst bei optimal passender Größe bei angezogenem Handschuh nicht bündig mit dem Arm abschließen. Polyethylen besitzt eine hohe Beständigkeit gegenüber Säuren und Laugen. Insbesondere High-Density Polyethylen (HDPE oder PE-HD) ist zudem sehr beständig gegenüber Fetten, Ölen und Alkoholen.

## Mögliche Problematik

### Allergene und Puderung
Ein weiteres Unterscheidungsmerkmal ist die Tatsache, ob die Handschuhe gepudert sind oder nicht. Gepuderte Handschuhe haben den Vorteil, dass sie auch mit verschwitzten oder nassen Händen problemlos angezogen werden können. Bei Latexhandschuhen kann dieses Puder jedoch Allergien gegen Latexproteine fördern. Ursache ist, dass das Puder allergene Stoffe aufnimmt und diese dann beim Ausziehen in die Luft gewirbelt und eingeatmet werden können und ein Depot-Effekt auf der Haut erzeugt wird. Die Benutzung von gepuderten medizinischen Einmalhandschuhen aus Latex (nach DIN EN 455) im Gesundheitswesen ist deshalb nicht mehr zulässig. Als Alternative zum Puder bieten sich Handschuhe mit synthetischer Innenbeschichtung an, die ebenfalls das Anziehen erleichtert, oder Handschuhe aus Vinyl (PVC) und Nitril. Vinylhandschuhe enthalten jedoch potentiell gesundheitsschädliche Weichmacher und sind mechanisch nur wenig beständig.

### Mazeration
Das längere Tragen von feuchtigkeitsdichten Handschuhen führt zu einem Wärme- und Feuchtigkeitsstau und zum Aufquellen der Hornschicht, was eine Mazeration der Haut bewirkt und zu sogenannten Waschfrauenhänden führt. Daher sollte ein längeres Tragen vermieden werden (TRGS-401). Um einer Mazeration vorzubeugen, können laut TRBA 250 feuchtigkeitsabsorbierende textile Unterziehhandschuhe bei längerem Tragen von luftundurchlässigen Schutzhandschuhen verwendet werden. Unterziehhandschuhe werden zusammen mit den Schutzhandschuhen gewechselt. Sie sind zumeist aus Baumwolle gefertigt und können nach einem Desinfektions-Waschverfahren mehrfach wiederverwendet werden.

### Perforation
Je länger die Tragedauer bzw. belastender die Tätigkeit, desto höher ist das Risiko unerkannter Perforationen der verwendeten Handschuhe. Daher empfiehlt die Arbeitsgemeinschaft der Wissenschaftlichen Medizinischen Fachgesellschaften (AWMF) insbesondere für Nitrilhandschuhe, diese nach spätestens 15 Minuten oder z. B. nach einer Patientenwaschung zu wechseln.

### Kontamination
Da unerkannte Perforationen und fehlerhaftes Ausziehen der Handschuhe zu einer ungewollten Kontamination der Hände führen können, ist nach dem Ausziehen der Handschuhe eine Händedesinfektion durchzuführen. Das Robert Koch-Institut gab im Zusammenhang mit der COVID-19-Pandemie Empfehlungen für das An- und Ablegen Persönlicher Schutzausrüstung (PSA) heraus, darunter Hinweise zum sicheren Ausziehen von Einmal-Schutzhandschuhen.

## Einsatzbereiche
Bei medizinischen Einmalhandschuhen wird in Deutschland zwischen Medizinprodukt (MP) und Persönlicher Schutzausrüstung (PSA) unterschieden. Als Medizinprodukt dienen Einmalhandschuhe in erster Linie dem Infektionsschutz des Patienten, wie zum Beispiel sterile Operationshandschuhe. Zur PSA gehörende Schutzhandschuhe, wie z. B. unsterile Untersuchungshandschuhe, schützen dagegen ausschließlich den Träger vor chemischen und physikalischen Risiken sowie vor Biostoffen. Seit der Neufassung der EU-Richtlinie 2007/47/EG (2010) ist eine duale Kennzeichnung von Produkten für einen doppelten Verwendungszweck als MP und als PSA sowie deren entsprechende doppelte CE-Kennzeichnung möglich. Einmalhandschuhe, die nicht den Qualitätskriterien der Normenserie EN 455 und EN 374 entsprechen, sollten bei der Behandlung oder Pflege von Patienten nicht verwendet werden.

### Rettungsdienst
Handschuhe, die im Rettungsdienst oder in der Ersten Hilfe verwendet werden, sind meist unsteril und vorwiegend zum Selbstschutz gedacht, so auch die Einmalhandschuhe nach DIN EN 455-1 und DIN EN 455-2, die im Kraftfahrzeug-Verbandkasten mitgeführt werden müssen.

### Labor
Im Labor oder Reinraum dienen die Handschuhe nicht ausschließlich dem Selbstschutz. Beim sterilen Arbeiten sollen durch die Verwendung von Handschuhen auch die Proben bzw. der Werkstoff vor Kontaminationen oder Enzymen, die mit dem Schweiß sezerniert werden, geschützt werden.

## Anwendung im Gesundheitsbereich
Pathogenfreie (sogenannte „keimarme“ oder „unsterile“) medizinische Einmalhandschuhe sollen den Träger vor Kontamination mit Blut, Sekreten und Exkreten einschließlich Krankheitserregern schützen. Sie tragen indirekt zur Unterbrechung von Infektionsketten bei. PSA-Einmalhandschuhe bieten Schutz vor Chemikalieneinwirkung. Sterile medizinische Einmalhandschuhe verhindern eine Erregerfreisetzung von der Hand des Trägers in aseptische Bereiche.
Das Tragen von medizinischen Einmalhandschuhen ersetzt laut der Kommission für Krankenhaushygiene und Infektionsprävention (KRINKO) nicht die hygienische Händedesinfektion. Daher gelten im Gesundheitsbereich vor dem Anlegen von sterilen oder unsterilen Einmalhandschuhen die gleichen Indikationen des „Fünf-Momente-Konzeptes“ für eine Händedesinfektion wie ohne Handschuhverwendung: wenn direkter Patientenkontakt, aseptische Tätigkeiten, Kontakt mit potentiell infektiösem Material oder mit der direkten Patientenumgebung anstehen sowie nach Patientenkontakt. Ebenfalls ist nach dem Ablegen eine Händedesinfektion durchzuführen. Der Wechsel von Einmalhandschuhen sollte parallel zu den Indikationen der Händedesinfektion erfolgen.

### Desinfektion behandschuhter Hände
Unter Umständen können auch behandschuhte Hände desinfiziert werden, wenn z. B. ein häufiger Handschuhwechsel erforderlich, aber „erfahrungsgemäß schwierig realisierbar ist bzw. der Wechsel zu einer Unterbrechung des Arbeitsflusses führt“; z. B. bei Kontakt mit unterschiedlich kontaminierten Körperbereichen am selben Patienten, „ggf. auch bei aufeinanderfolgenden Blutentnahmen bei mehreren Patienten.“
Voraussetzung ist, dass
- der spezifische Arbeitsablauf keine Zeitspanne für die Lufttrocknung der desinfizierten Hände nach der Desinfektion vor dem Anlegen der neuen Handschuhe gewährt
- der Handschuh keine sichtbare Perforation aufweist und nicht mit Blut, Sekreten oder Exkreten erkennbar kontaminiert ist
- seitens des Herstellers der Handschuhe und des Herstellers des Händedesinfektionsmittels keine Angaben bestehen, die einer Desinfizierbarkeit des Handschuhs entgegenstehen
- der Handschuh chemikalienbeständig gemäß EN 374 [294] ist, wobei die Prüfung der sogenannten Durchbruchzeit von 30 Minuten mindestens einen Alkohol einschließen soll
- die Handschuhe nur während der Versorgung an ein und demselben Patienten verwendet werden und
- nach Beendigung der jeweiligen Tätigkeit abgelegt werden.